# Brimeura duvigneaudii
Brimeura duvigneaudii är en sparrisväxtart som först beskrevs av L.Llorens, och fick sitt nu gällande namn av Rosselló, Mus och Mayol. Brimeura duvigneaudii ingår i släktet Brimeura och familjen sparrisväxter. IUCN kategoriserar arten globalt som akut hotad. Inga underarter finns listade i Catalogue of Life.